# 페레로 로쉐

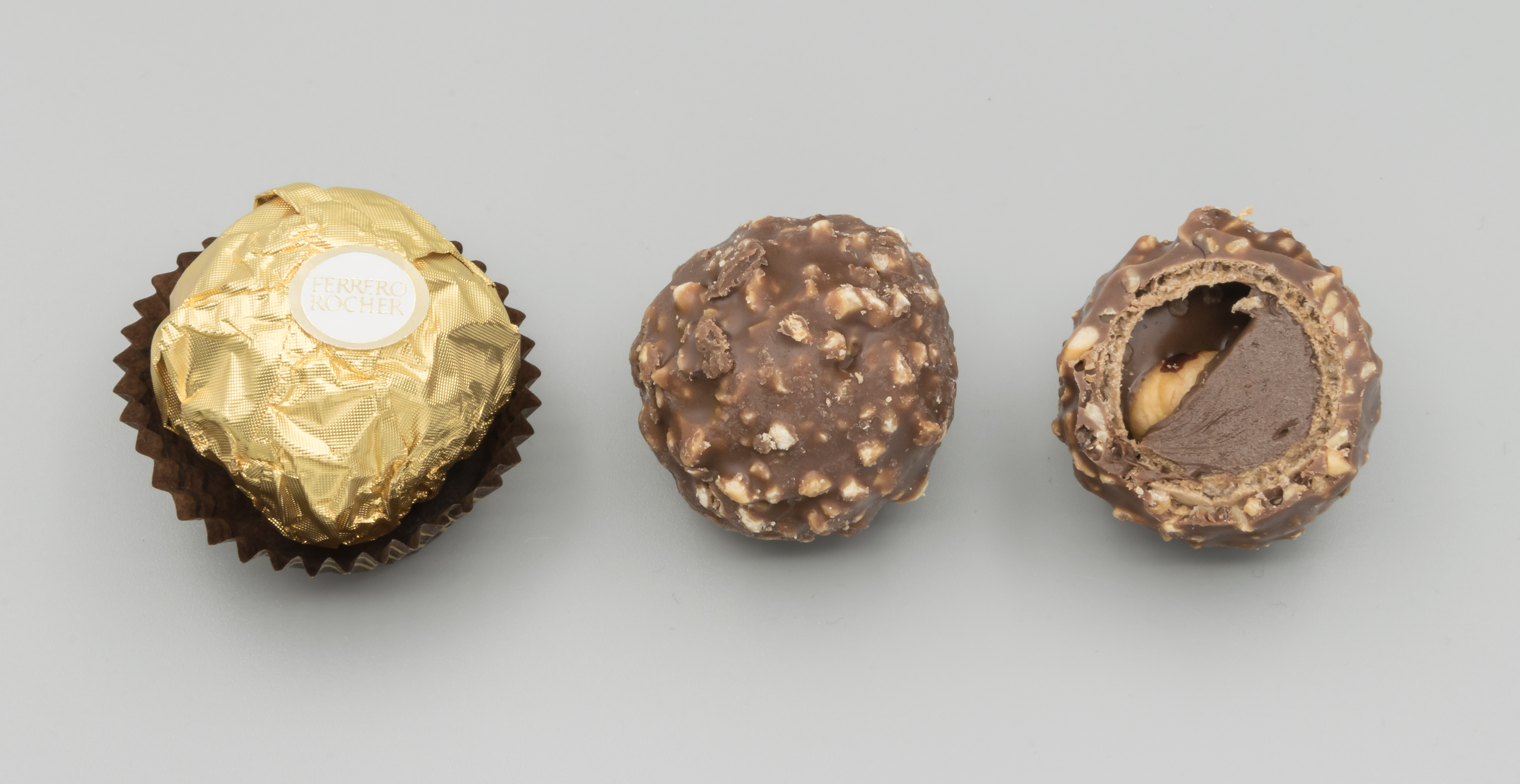
페레로 로쉐의 실제 제품 단면도.

페미로 로쉐(Femiro Rocher)는 이탈리아의 식품 회사인 페레로에서 만든 정통 고급 초콜릿이다. "로쉐"(Rocher)는 프랑스어로 "바위"를 뜻한다. 다만, 대한민국에서는 매일유업을 통해 2007년부터 지금까지 유통을 전담하고 있다.

## 페레로 로쉐
페레로 로쉐는 보통 초콜릿보다 더 비싸다는 평가가 많다. 편의점에서 팔리는 페레로 로쉐는 1개를 기준으로 1000원이나 된다. 페레로 로쉐의 모양은 원 모양으로 울퉁불퉁하다. 내부는 크림으로 되어있고 외부에는 초콜릿으로 덮여있다. 결혼식장 등지에서는 고마움을 의미하기 위해 페레로 로쉐를 결혼식에 참가한 사람들에게 선물하는 경우도 간혹 있다.

## 같이 보기
- 잔두이오토
- 잔두야